# گمینا پوشوینتنه (استان ماسوویان)
گمینا پوشوینتنه (استان ماسوویان) (به لهستانی:  Gmina Poświętne) یک گمینا در لهستان است که در شهرستان وووومین واقع شده‌است. گمینا پوشوینتنه ۱۰۶٫۲۶ کیلومتر مربع مساحت و ۶٬۰۸۱ نفر جمعیت دارد.